# Памятник Имадеддину Насими (Киев)
Памятник Имадеддину Насими  — памятник жившему в XIV—XV веках азербайджанскому поэту Имадеддину Насими, воздвигнутый в 2019 году в Киеве.
24 мая 2019 года в одном из центральных парков Киева состоялась церемония открытия памятника, воздвигнутого по инициативе посольства Азербайджана в Украине. В мероприятии, наряду с представителями дипломатического корпуса, азербайджанской диаспоры и местных средств массовой информации, участвовали также глава Исполнительной власти Баку Эльдар Азизов и мэр Киева Виталий Кличко. Автором монумента является народный художник Украины, известный скульптор Сейфаддин Гурбанов.